# Tuan Csie-lung
Tuan Csie-lung (pinjin átírás szerint: Duan Jielong, kínaiul: 段洁龙; Hszian - Senhszi tartomány, 1958. július ? –) kínai jogász, diplomata, 2015–2020 között a Kínai Népköztársaság magyarországi nagykövete.

## Pályafutása
1978-tól 1985-ig járt egyetemre, ahol jogi MA diplomát szerzett. 1985-ben került a kínai külügyminisztériumhoz, kezdetben a jogi osztályon beosztottként, majd annak vezetőjeként dolgozott. 1997-ben került először külszolgálatba, Kína állandó ENSZ-delegációjának első titkáraként. 1998-tól Kína washingtoni nagykövetségének tanácsosa volt, majd 2000-től ismét a külügyminisztérium jogi osztályán dolgozott tanácsadóként. 2002-3-ban a Columbia Egyetem jogi továbbképzésén tanult, majd 2006-ig ismét jogi ügyekkel foglalkozott, legvégül osztályvezetőként a külügyben. 2010-13 között Kína Sydney-i főkonzulátusát vezette, majd 2013-tól szingapúri nagykövet lett.
Megbizatásának 2015-ben lett vége, ekkor nevezték ki Magyarországra nagykövetnek, 2015. július 8-án adta át megbízólevelét, és 2020-ig töltötte be pozícióját.
Nős, egy lánya van.